# Orchideae
Orchideae es una de las tribus de la subfamilia Orchidoideae, perteneciente a la familia botánica de las orquídeas.

## Descripción
Se caracteriza por las raíces tuberosas, por lo general con flores con viscidios dobles, polinias sésiles, caudículas algo prominentes; la columna corta, no restringida en la base de la antera, esta erecta.

## Taxonomía Orchideae
Esta clasificación proporciona solo una subtribu Orchidinae con poco más de cincuenta géneros,

## Taxonomía de Orchidinae
Actualmente son considerados 54 géneros de Orchidinae, compuestos por cerca de 1.528 especies:
| 1. Aceras - 1 especie 2. Aceratorchis - 2 especies 3. Amerorchis - 1 especie 4. Amitostigma - 27 especies 5. Anacamptis - 12 especies 6. Androcorys - 6 especies 7. Barlia - 2 especies 8. Bartholina - 2 especies 9. Benthamia - 29 especies 10. Bonatea - 13 especies 11. Brachycorythis - 36 especies 12. Centrostigma - 3 especies 13. Chamorchis - 1 especie 14. Chondradenia - 2 especies 15. Comperia - 1 especie 16. Cynorkis - 159 especies 17. Dactylorhiza - 40 especies 18. Diphylax - 4 especies 19. Diplomeris - 4 especies 20. Dracomonticola - 1 especie 21. Galearis - 1 especie 22. Gennaria - 1 especie 23. Gymnadenia - 23 especies 24. Habenaria - ~650 especies 25. Hemipilia - 18 especies 26. Herminium - 30 especies 27. Himantoglossum - 7 especies 28. Holothrix - 45 especies 29. Megalorchis - 1 especie 30. Neobolusia - 3 especies 31. Neotinea - 4 especies 32. Neottianthe - 7 especies 33. Oligophyton - 1 especie 34. Ophrys - 36 especies 35. Orchis - 19 especies 36. Pecteilis - 5 especies 37. Peristylus - 105 especies 38. Physoceras - 11 especies 39. Platanthera - 130 especies 40. Platycoryne - 17 especies 41. Ponerorchis - 18 especies 42. Porolabium - 1 especie 43. Pseudorchis - 1 especie 44. Roeperocharis - 5 especies 45. Schizochilus - 11 especies 46. Serapias - 12 especies 47. Smithorchis - 1 especie 48. Stenoglottis - 4 especies 49. Steveniella - 1 especie 50. Symphyosepalum - 1 especie 51. Thulinia - 1 especie 52. Traunsteinera - 2 especies 53. Tylostigma - 8 especies 54. Veyretella - 2 especies |